# Pellegrino Parmense
Pellegrino Parmense – miejscowość i gmina we Włoszech, w regionie Emilia-Romania, w prowincji Parma.
Według danych na rok 2004 gminę zamieszkiwało 1286 osób, 15,7 os./km².